# El Tala (Uruguay)
Pour les articles homonymes, voir El Tala.
El Tala est une localité uruguayenne du département de Soriano.

## Localisation
El Tala se situe au nord-est du département de Soriano, à 2,5 km au nord de la route 14 entre les arroyos del Tala (à l'ouest) et du Juncal (à l'est). Les localités les plus proches sont celles de Palmar (à 24 km) et Villa Darwin (à 30 km).

## Population
| 2004 | 2011 |
| ---- | ---- |
| 93   | 73   |